# Brigades Garibaldi
 (juin 2012).
Si vous disposez d'ouvrages ou d'articles de référence ou si vous connaissez des sites web de qualité traitant du thème abordé ici, merci de compléter l'article en donnant les références utiles à sa vérifiabilité et en les liant à la section « Notes et références ».

Les brigades d'assaut « Garibaldi » (Brigate d'assalto « Garibaldi » en italien) sont le nom donné aux factions armées italiennes de résistance au nazisme, durant la Seconde Guerre mondiale, liées au Parti communiste italien. Bien que composées majoritairement de militants communistes, ces brigades de partisans comptaient en leur sein des militants d'autres sensibilités et organisations politiques, comme des militants du Comité de libération nationale, des militants socialistes, ou des combattants liés au Parti d'action voire à la Démocratie chrétienne.
Les brigades Garibaldi étaient coordonnées par un commandement général composé de Luigi Longo et Pietro Secchia, tous deux leaders du Parti communiste italien. De tous les groupes de partisans ayant existé durant cette période, soit entre 1943 et 1945, les brigades Garibaldi étaient les plus importantes quant aux effectifs, et elles ont essuyé le plus de pertes humaines durant la guerre de libération de l'Italie.
Les brigades sont baptisées du nom de Giuseppe Garibaldi, figure du Risorgimento italien.

## Sources
- (it) Cet article est partiellement ou en totalité issu de l’article de Wikipédia en italien intitulé « Brigate Garibaldi » (voir la liste des auteurs).